# Solanum macracanthum.
Solanum macracanthum. är en potatisväxtart som beskrevs av Achille Richard. Solanum macracanthum. ingår i släktet skattor som ingår i familjen potatisväxter. Inga underarter finns listade i Catalogue of Life.